# AB Industribyrån

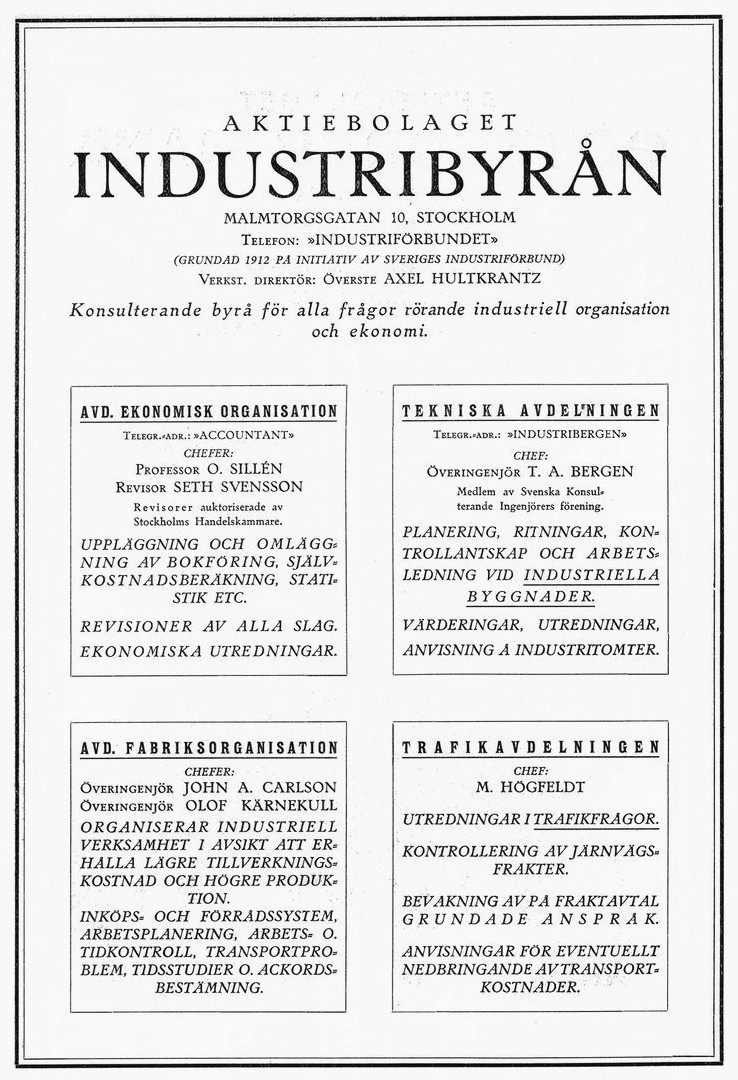
AB Industribyråns organisation 1926.

AB Industribyrån var ett dotterbolag till Sveriges Industriförbund och Sveriges första och länge dominerande konsultföretag för företagsekonomiska och administrativa frågor. Industribyråns konsulttjänster kom att omfatta ”alla frågor rörande industriell organisation och ekonomi”.

## Historik
AB Industribyrån bildades 1912 på initiativ av  Sveriges Industriförbund. Ett första förslag till detta pionjärföretag skisserade av industrimannen Erland Nordlund redan 1908. Han blev även bolagets första chef fram till 1916. AB Industribyrån bedrev under affärsmässiga former konsulterande verksamhet på olika områden och hade till en början fyra avdelningar som utvidgades på 1930-talet med en femte avdelning för skattefrågor.
AB Industribyrån bedrev under affärsmässiga former konsulterande verksamhet på olika områden inom industriell organisation och ekonomi. 1947 erbjöd bolaget följande tjänster: 
- Revisionsavdelningen, för revisioner, uppläggning och omläggning av bokföring, självkostnadsberäkning, statistik samt ekonomiska utredningar. Chef: Revisor Seth Svensson.
- Organisationsavdelningen, för driftsekonomiska utredningar samt utredningar rörande rationalisering, arbetsplanering, arbetsstudier, interna transporter, självkostnadsberäkningar och liknande. Chef: Direktör Olof Kärnekull.
- Byggnadstekniska avdelningen, som utarbetade förslag och ritningar till samt åtog sig arbetsledning och kontroll vid nyanläggningar och omändringar av fabriksbyggnader samt utförde värderingar. Chef: Överingenjör Th.A. Bergen.
- Trafikavdelningen som verkställde bland annat utredningar i transportfrågor, lämnade förslag för minimering transportkostnader, kontrollerade debiterade järnvägsfrakter och biträdde vid upprättandet av fraktavtal. Chef: Direktör Marcus Högfeldt.
- Skatteavdelningen, som utövade konsulterande verksamhet i skatte- och därmed sammanhängande ekonomiska frågor. Chef: Direktör Kjell Fredén.